# Jessica Ennis-Hill
Pour les articles homonymes, voir Ennis (homonymie).
Jessica Ennis-Hill, née Ennis le 28 janvier 1986 à Sheffield, est une athlète britannique spécialiste de l'heptathlon, d'origine jamaïcaine par son père et anglaise par sa mère. Au cours de sa carrière, elle gagne les titres de championne du monde en plein air et en salle et de championne d'Europe, avant d'être sacrée championne olympique le 4 août 2012 à Londres. Médaillée d'argent quatre ans plus tard à Rio de Janeiro, Jessica Ennis-Hill met dans la foulée un terme à sa carrière sportive.

## Carrière
Jessica Ennis termine cinquième des Championnats du monde d'athlétisme jeunesse 2003 de Sherbrooke avant de prendre, dès l'année suivante, la huitième place des Championnats du monde juniors. En début de saison 2005, l'athlète britannique remporte la médaille d'or de l'heptathlon des Championnats d'Europe junior d'athlétisme 2005, signant avec 5 891 points un nouveau record national junior.

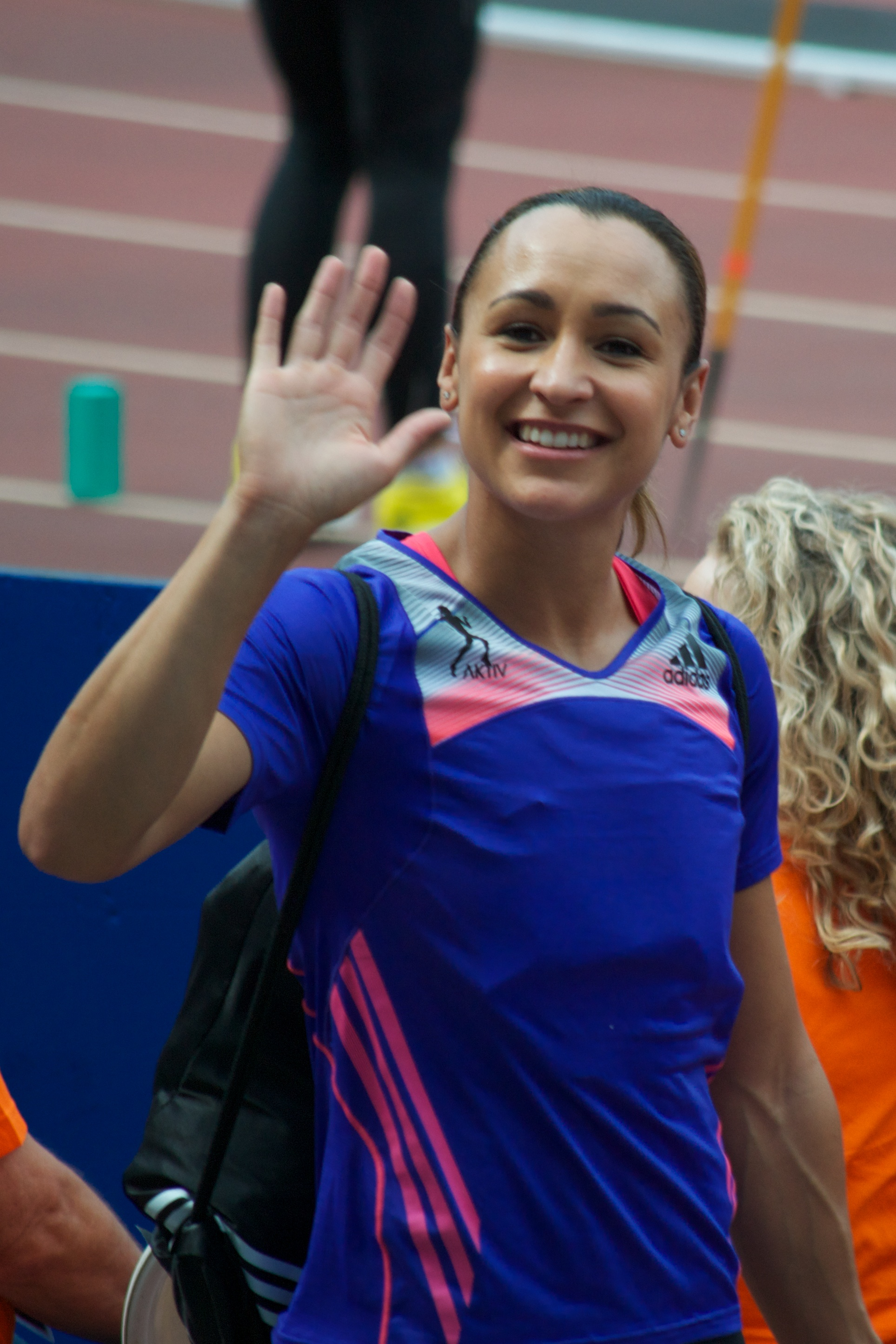
Jessica Ennis-Hill en 2013 à Londres

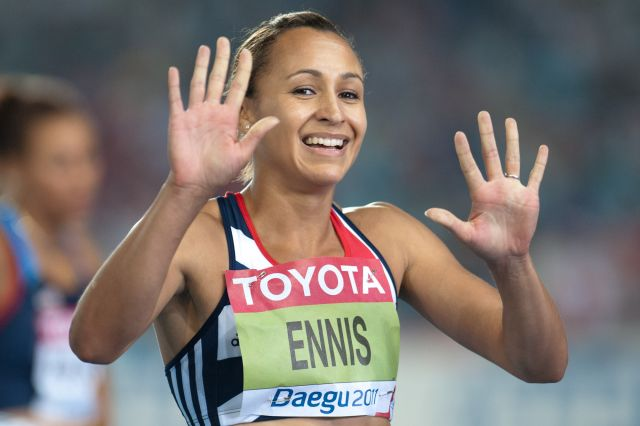
Jessica Ennis lors des Championnats du monde 2011

Elle dispute sa première compétition majeure internationale en catégorie sénior à l'occasion des Jeux du Commonwealth de 2006 de Melbourne. Représentant l'équipe d'Angleterre, elle remporte la médaille de bronze de l'heptathlon avec 6 269 points. Peu après, Ennis termine à la 8e place des Championnats d'Europe de Göteborg avec 6 287 points. En 2007, elle échoue au pied du podium des Championnats du monde d'Osaka mais améliore son record personnel de l'heptathlon avec 6 469 points.
En juin 2008, après une blessure lors du meeting de Götzis, des tests révèlent qu'elle souffre d'une fracture à la cheville. Cette blessure la prive des jeux de Pékin et la tient éloignée des pistes durant douze mois.

### Championne du monde (2009)
Elle remporte la médaille d'or aux Championnats du monde 2009 à Berlin avec 6 731 points, devançant l'Allemande Jennifer Oeser et la Polonaise Kamila Chudzik. Lors de ce concours, marqué par l'absence de Carolina Klüft, la triple tenante du titre, elle prend la tête dès la première épreuve du 100 mètres haies, puis accentue son avance lors du saut en hauteur. Elle établit ensuite sa meilleure performance personnelle lors du lancer du poids avant de remporter sa troisième épreuve de la première journée. Lors de la deuxième journée, elle cède des points face à ses concurrentes dans le saut en longueur puis le javelot avant de remporter sa série du 800 mètres. Elle devient ainsi la première britannique championne du monde de la discipline, performance que ses compatriotes Denise Lewis, championne olympique à Sydney, et Kelly Sotherton, médaillée de bronze aux jeux d'Athènes et aux mondiaux d'Osaka, n'ont pas réussi à accomplir.
Elle est faite Membre de l'Ordre de l'Empire britannique (MBE) à l'occasion de la Queen's Birthday honours list le 11 juin 2011, pour services rendus à l'athlétisme.
Elle est faite Commanders de l'Ordre de l'Empire britannique (CBE) à l'occasion de la New Year Honours en 2013, pour services rendus à l'athlétisme
Lors des championnats du monde en salle 2012 à Istanbul, elle termine médaillée d'argent au pentathlon derrière l'Ukrainienne Nataliya Dobrynska, qui réalise un record du monde de la discipline avec 5 013 pts ; Dobrynska est la première femme à dépasser les 5 000 points.
En mai 2012, la Britannique améliore de 83 points son record personnel à l'heptathlon en totalisant 6 906 pts lors de sa victoire au meeting de Götzis. Elle améliore à cette occasion ses performances au lancer du javelot (47,11 m) et sur 200 m (22 s 88), et égale son record personnel du saut en longueur avec 6,51 m. Cette performance est également le meilleur résultat à l'heptathlon depuis la saison 2007 et le record d'Europe de la Suédoise Carolina Klüft avec 7 032 points et elle lui permet aussi de passer au huitième rang mondial de tous les temps
.

### Titre olympique (2012) et mondial (2015)
Le 4 août 2012, Jessica Ennis remporte la médaille d'or de l’heptathlon aux Jeux olympiques de Londres. En fin d'année 2012, elle est élue athlète européenne de l'année. Eloignée des pistes en 2013 et 2014 pour blessure et maternité, elle fait son retour en 2015 où elle réalise les minimas pour les Championnats du monde de Pékin.
6 ans après son titre mondial à Berlin, la Britannique s'impose pour la 2de fois de sa carrière en championnats du monde où elle réalise 6 669 points, marque suffisante pour remporter le titre planétaire. Elle devance la Canadienne Brianne Theisen-Eaton (6 554 pts) et la Lettone Laura Ikauniece-Admidiņa (6 514 pts).

### Vice-championne olympique (2016) et retraite
Durant la saison hivernale 2016, Jessica Ennis-Hill annonce son forfait pour les Championnats du monde en salle de Portland à la suite d'une blessure. Elle revient sur les pistes fin juin où elle s'impose au Mehrkampf-Meeting Ratingen avec 6 733 points, notamment grâce à un gros record personnel au saut en longueur (6,63 m). Favorite pour les Jeux olympiques de Rio où elle tente de conserver son titre acquis en 2012, elle est finalement battue lors des Jeux par la Belge Nafissatou Thiam qui est sacrée avec 6 810 pts, devant la Britannique (6 775). Il s'agit de la 2de médaille olympique consécutive pour Ennis-Hill.
Le 13 octobre 2016, Jessica Ennis decide de mettre un terme à sa carrière sportive. Le 30 novembre, elle est declarée championne du monde 2011 à la suite de la disqualification de Tatyana Chernova pour dopage. L'IAAF annonce le 26 juillet 2017 qu'une cérémonie pour remettre la médaille aura lieu le 6 août 2017 pendant les Championnats du monde de Londres.

## Vie privée
Elle vit à Sheffield,. En mai 2013, elle se marie avec son amour d'enfance Andy Hill.
Le 10 janvier 2014, Jessica Ennis-Hill annonce sa non-participation aux Jeux du Commonwealth de la même année pour cause de maternité. En juillet suivant, elle met au monde son premier enfant, un garçon prénommé Reggie. Le 16 mars 2017, elle annonce sa seconde maternité. Elle donne naissance à une fille, Olivia, le 23 septembre.

## Palmarès
| Année | Compétition                           | Lieu                                  | Résultat | Épreuve     | Points  |
| ----- | ------------------------------------- | ------------------------------------- | -------- | ----------- | ------- |
| 2003  | Championnats du monde jeunesse        | Sherbrooke                            | 5e       | Heptathlon  | 5 311   |
| 2004  | Championnats du monde juniors         | Grosseto                              | 8e       | Heptathlon  | 5 542   |
| 2005  | Championnats d'Europe juniors         | Kaunas                                | 1re      | Heptathlon  | 5 891   |
| 2005  | Universiade                           | Izmir                                 | 3e       | Heptathlon  | 5 910   |
| 2006  | Championnat d'Europe                  | Göteborg                              | 8e       | Heptathlon  | 6 287   |
| 2006  | Jeux du Commonwealth                  | Melbourne                             | 3e       | Heptathlon  | 6 269   |
| 2007  | Championnats d'Europe en salle        | Birmingham                            | 6e       | Pentathlon  | 4 716   |
| 2007  | Multistars                            | Florence                              | 1re      | Heptathlon  | 6 388   |
| 2007  | Coupe d'Europe                        | Yalta                                 | 1re      | Heptathlon  | 6 399   |
| 2007  | Championnats d'Europe espoirs         | Debrecen                              | 3e       | 100 m haies | 13 s 09 |
| 2007  | Championnats du monde                 | Osaka                                 | 4e       | Heptathlon  | 6 469   |
| 2007  | Coupe du monde des épreuves combinées | Coupe du monde des épreuves combinées | 2e       | Heptathlon  | 19 256  |
| 2009  | Championnats du monde                 | Berlin                                | 1re      | Heptathlon  | 6 731   |
| 2010  | Championnats du monde en salle        | Doha                                  | 1re      | Pentathlon  | 4 937   |
| 2010  | Multistars                            | Florence                              | 1re      | Heptathlon  | 6 587   |
| 2010  | Hypo-Meeting                          | Götzis                                | 1re      | Heptathlon  | 6 689   |
| 2010  | Championnat d'Europe                  | Barcelone                             | 1re      | heptathlon  | 6 823   |
| 2011  | Hypo-Meeting                          | Götzis                                | 1re      | Heptathlon  | 6 790   |
| 2011  | Championnats du monde                 | Daegu                                 | 1re      | Heptathlon  | 6 751   |
| 2012  | Championnats du monde en salle        | Istanbul                              | 2e       | Pentathlon  | 4 965   |
| 2012  | Hypo-Meeting                          | Götzis                                | 1re      | Heptathlon  | 6 906   |
| 2012  | Jeux olympiques                       | Londres                               | 1re      | Heptathlon  | 6 955   |
| 2015  | Championnats du monde                 | Pékin                                 | 1re      | Heptathlon  | 6 669   |
| 2016  | Mehrkampf-Meeting Ratingen            | Ratingen                              | 1re      | Heptathlon  | 6 733   |
| 2016  | Jeux olympiques                       | Rio de Janeiro                        | 2e       | Heptathlon  | 6 775   |

- Meeting de Götzis : vainqueur en 2010, 2011 et 2012

## Records
| Épreuve           | Performance   | Lieu                | Date            |
| ----------------- | ------------- | ------------------- | --------------- |
| 100 m haies       | 12 s 54       | Londres             | 3 août 2012     |
| Saut en hauteur   | 1,95 m        | Desenzano del Garda | 5 mai 2007      |
| Lancer du poids   | 14,67 m       | Daegu               | 29 août 2011    |
| 200 m             | 22 s 83       | Londres             | 3 août 2012     |
| Saut en longueur  | 6,63 m        | Ratingen            | 26 juin 2016    |
| Lancer du javelot | 48,33 m       | Loughborough        | 23 juillet 2013 |
| 800 m             | 2 min 07 s 81 | Daegu               | 30 août 2011    |
| Heptathlon        | 6 955 pts     | Londres             | 4 août 2012     |

| Épreuve          | Performance   | Lieu       | Date            |
| ---------------- | ------------- | ---------- | --------------- |
| 60 m haies       | 7 s 87        | Birmingham | 18 février 2012 |
| Saut en hauteur  | 1,94 m        | Glasgow    | 30 janvier 2010 |
| Lancer du poids  | 14,79 m       | Istanbul   | 9 mars 2012     |
| Saut en longueur | 6,47 m        | Birmingham | 18 février 2012 |
| 800 m            | 2 min 08 s 09 | Istanbul   | 9 mars 2012     |
| Pentathlon       | 4 965 pts     | Istanbul   | 9 mars 2012     |